# Barry Gifford
Barry Gifford (n. 18 de octubre de 1946) es un escritor, poeta y guionista estadounidense, conocido por su distintiva mezcla de paisajes de Estados Unidos y cine negro y la Generación Beat, influenciada por la locura literaria.
Él es descrito por Patrick Beach "como si John Updike tuviera un gemelo maligno que creció en el lado equivocado del camino y escribió divertido..."[1] Es mejor conocido por sus series de novelas acerca de Sailor y Lula, Two sex-driven y Star crossed. La primera serie, Wild at heart, fue adaptada por el director David Lynch para la película de 1990 con el mismo título. Gifford escribió el guion para Carretera perdida con Lynch. Mucho del trabajo de Gifford es no ficción.

## Trabajos reconocidos
- The Sailor & Lula Series

- Wild at Heart (1990)

- Perdita Durango

- Sailor's Holiday (1991)

- Sultan's of Africa

- Consuelo's Kiss

- Bad Day for the Leopard Man

- Baby Cat-Face

- Imagination of the Heart (2007)

## Libros publicados en español
Novela
- La vida de Sailor y Lula, 1990, Alianza
- Gente nocturna, 1994, Plaza  Janés
- Puerto Trópico, 1994, Plaza y Janés
- Perdita Durango, 1997, Anagrama
- Baby Cat-Face, 1998, Destino
- El padre fantasma, 1998, Destino
- El asunto de Sinaloa, 1999, Destino
- Wyoming, 2002, Emecé
- Una puerta al río, 2008, La otra orilla
- La corazonada 2019, Almadía

Poesía
- Las cuatro reinas-The four queens, 2006, México, Aldus (ed. bilingüe, trad. José Emilio Pacheco)

## Otros trabajos
- El libro de Jack: Una biografía oral de Jack Kerouac (con Lawrence Lee)

- El vecindario del Baseball: Una historia personal de Chicago Cubs

- Saroyan: una biografía

- Out of the Past: Adventures in Film Noir

- The Sinaloa Story (1998)

- American Falls: The Collected Short Stories

- Los ciegos sueñan?

- The Phantom Father

- Replies to Wang Wei

- The Stars Above Veracruz

- Read 'em and Weep

- Back in America

- Bordertown

- Flaubert at Key West

- Ghosts No Horse Can Carry

- Hotel Room Trilogy

- Landscape with Traveler

- My Last Martini

- Night People

- Port Tropique (1980)

- The Rooster Trapped in the Reptile Room: A Barry Gifford Reader

- The Neighborhood of Baseball: A Personal History of the Chicago Cubs

- Rosa Blanca

- Memories from a Sinking Ship

## Cine y televisión
- Wild at Heart (novel only) (1990)

- Hotel Room (screenplay, episodes "Blackout" and "Tricks") (1993)

- Lost Highway (screenplay, with David Lynch) (1997)

- Perdita Durango (screenplay, with David Trueba, Álex de la Iglesia, and Jorge Guerricaechevarría) (1997)

- Datos: Q2669574
- Multimedia: Barry Gifford / Q2669574